# ハッカビーズ
『ハッカビーズ』（I ♥ Huckabees）は、2004年製作のアメリカ映画である。デヴィッド・O・ラッセル監督。
スーパーマーケット・チェーン「ハッカビーズ」のやり手ビジネスマン、環境保護団体で働くオタク青年、彼と意気投合する"石油の使用は悪"だと信じている消防士の3人を軸に、自分は何者なのか、人生における真実は何かを捜し求める人々がユーモアたっぷりに描かれる。

## ストーリー
アルバートは地元の環境保護団体に属する青年。彼の人生における偶然の一致の謎を解くため、アルバートはベルナルドとヴィヴィアンという実存主義探偵に調査を依頼する。

## キャスト
※括弧内は日本語吹替
- アルバート・マルコヴスキー - ジェイソン・シュワルツマン（小野塚貴志）
- カテリン・ヴォーバン - イザベル・ユペール（横尾まり）
- ベルナルド - ダスティン・ホフマン（土師孝也）
- ヴィヴィアン - リリー・トムリン（磯辺万沙子）
- ブラッド・スタンド - ジュード・ロウ（堀内賢雄）
- トミー・コーン - マーク・ウォールバーグ（桐本琢也）
- ドーン・キャンベル - ナオミ・ワッツ（落合るみ）
- ステファン・ニミエリ - ゲル・デュアニー（英語版）
- ダーリーン - ダーリーン・ハント（英語版）
- マーティ - ケヴィン・ダン
- メアリー・ジェーン・ハッチンソン - ティッピ・ヘドレン
- ブレット - ジョナ・ヒル
- ヘザー - アイラ・フィッシャー
- ミセス・シルヴァー - タリア・シャイア
- ミスター・シルヴァー - ボブ・ガントン
- 本人 - シャナイア・トゥエイン